# Johann Bernhard Cummerow
Johann Bernhard Cummerow (* 13. November 1770 in Stralsund, Schwedisch-Pommern; † 17. Oktober 1826 ebenda) war ein schwedisch-preußischer Postbeamter.

## Leben
Johann Bernhard Cummerow war der Sohn eines Kontrolleurs beim Stralsunder Oberpostamt.
Er war mit Charlotte (geb. Israel) verheiratet und hatte zwei Kinder. Seine Ehefrau gehörte zum Freundeskreis von Friedrich Schleiermacher und korrespondierte mit diesem zwischen 1805 und 1812.
Seinen ersten Unterricht erhielt er durch Hauslehrer und besuchte beim Rektor Christian Heinrich Groskurd das Sundische Gymnasium im Katharinenkloster, 1786 stellte ihn sein Vater als Hilfsarbeiter und später als Sekretär an. Nach dem Tod seines Vaters wurde er Postkontrolleur, 1809 zum Postdirektor und später zum Ober-Postdirektor in Stralsund ernannt. Durch den schwedischen König wurde er zum Kanzleirat ernannt.
Während der französischen Invasion (siehe Geschichte Stralsunds#1800–1815: Die letzten Schwedenjahre und französische Besetzung)  musste er 1812 sein Amt aufgeben und flüchtete mit seiner Familie erst nach Barth und von da aus ins Exil nach Schweden. Nachdem die Franzosen die Provinz geräumt hatten, konnte er 1813 in sein Amt zurückkehren.
Nach Abtretung von Schwedisch-Pommern an die Preußen blieb er in seinem Amt und der preußische König Friedrich Wilhelm III., ernannte ihn zum Geheimen Hofrat.
Am Stralsunder Gymnasium lernte er auch Ernst Moritz Arndt kennen und befreundete sich mit diesem; zu seinen Mitschülern zählten unter anderem auch Johann Jacob Grümbke, Christoph Gottlieb Groskurd, Karl Asmund Rudolphi, Johann Christian Billroth und Adolph Wilhelm Picht.

## Ehrungen und Auszeichnungen
Johann Bernhard Cummerow wurde durch den preußischen König mit dem Roten Adlerorden 3. Klasse und später durch den schwedischen König für seinen Einsatz bei der Einrichtung der Dampfschifffahrt von Pommern nach Schweden mit dem Ritterkreuz des Nordstern-Orden ausgezeichnet.